# Ula subbidens
Ula subbidens är en tvåvingeart som beskrevs av Alexander 1958. Ula subbidens ingår i släktet Ula och familjen hårögonharkrankar. Inga underarter finns listade i Catalogue of Life.